# Рин (Острудський повіт)
Рин (пол. Ryn, нім. Rhein) — село в Польщі, у гміні Оструда Острудського повіту Вармінсько-Мазурського воєводства.
Населення — 122 особи (2011).

## Демографія
Демографічна структура станом на 31 березня 2011 року:
|          | Загалом | Допрацездатний вік | Працездатний вік | Постпрацездатний вік |
| -------- | ------- | ------------------ | ---------------- | -------------------- |
| Чоловіки | 57      | 12                 | 40               | 5                    |
| Жінки    | 65      | 20                 | 37               | 8                    |
| Разом    | 122     | 32                 | 77               | 13                   |